# Mapování biotopů v České republice
Mapování biotopů v České republice je projekt na získávání unikátních dat o stavu přírody, jehož organizátorem je Agentura ochrany přírody a krajiny ČR. Výsledkem projektu je vrstva mapování biotopů (VMB), která je periodicky aktualizována. Jedná se o plošně jednotný podklad ve formátu shape file, který zobrazuje vegetační pokryv na území celého státu – na této úrovni se jedná o velmi přesný a bezkonkurenční zdroj dat, umožňující řadu statistických analýz. V současnosti je Česká republika v rámci Evropské unie hodnocena jako stát s nejlépe připravenými podklady pro vymezení evropsky významných lokalit, a to především právě díky vrstvě mapování biotopů. Jednotkou vrstvy mapování biotopů jsou biotopy definované publikací Katalog biotopů České republiky. 

## Historie
Původním účelem mapování biotopů bylo splnění povinností daných evropskými právními předpisy pro vstup do Evropské unie – vymezení evropsky významných lokalit pro typy přírodních stanovišť (součást soustavy chráněných území Natura 2000). V době rozhodnutí o přístupu k tvorbě soustavy Natura 2000 byly na vytvoření VMB podle požadavků Evropské komise pouhé čtyři roky, první vlna mapování tak probíhala v letech 2001–2005 za úsilí více než 750 profesionálních i dobrovolných pracovníků. Byl zpracován první Katalog biotopů České republiky (Chytrý, Kučera & Kočí 2001) jako jedna z důležitých mapovacích pomůcek, ovšem i přes aktivní zapojení několik stovek lidí se jednalo o velmi krátký termín a kvalita odevzdaných mapových děl nutně kolísala, a to i při dodržování metodiky. Pro sbližování pohledů na klasifikaci biotopů a hodnocení jejich kvality byla uspořádána řada školení i exkurzí, doplňkově proběhly terénní revize převzatých dat. Experti vytipovali problémové segmenty, které nesly znaky odborného pochybení. Tyto segmenty byly v průběhu roku 2005 zčásti revidovány v terénu a opraveny v mapové vrstvě. Přestože míra subjektivních odchylek nebyla spolehlivě kvantifikována, lze soudit, že výsledná mapa biotopů ČR netrpí žádnou výraznou systémovou chybou a lze ji proto široce využívat. Při mapování biotopů se sbírala data nejen pro evropsky významné typy přírodních stanovišť, ale i pro další přírodní biotopy na území ČR. Výsledkem je celoplošná vrstva mapování biotopů. Vzhledem k tomu, že stav vegetace se mění, a také vzhledem k dílčím nepřesnostem původní vrstvy se od roku 2006 provádí aktualizace vrstvy mapování biotopů. 

## Mapování biotopů
Evropsky významný typ přírodního stanoviště (= habitat) je jednotka vegetace používaná v evropské legislativě. Členění na habitaty je používané při psaní oficiálních zpráv a při plnění povinností vůči Evropské unii. Pro pouhé konání mezinárodních povinností by tedy mapování mohlo být prováděno na této úrovni. Při mapování biotopů v ČR je ovšem používaná jemnější mapovací jednotka – biotop, která je tradičně užívána středoevropskými odborníky. Biotopy lze jednoduše rozdělit do jednotlivých habitatů. Detailnější přístup tak umožňuje plnit mezinárodní povinnosti a zároveň využít data pro řadu jiných odborných i ochranářských účelů. Aktuální klasifikaci biotopů popisuje Katalog biotopů České republiky. 
Mapování je zaměřeno především na přírodní biotopy, které jsou tradičně ve středu zájmu ochrany přírody. Při terénním mapování je však účelné zaznamenávat i ostatní biotopy, byť jsou ochranářsky bezcenné vzhledem k silnému vlivu člověka, popř. mohou být z hlediska biodiverzity významné, ale jejich ochrana není možná vzhledem k přímé závislosti na ekonomické činnosti člověka (např. vegetace vzácných polních plevelů). Tyto biotopy se označují jako nepřírodní. Biotopy se hodnotí na tzv. segmentech. Jedná se o stejnorodý územní celek pokrytý jedním biotopem. Výjimečně může mít segment mozaikovitou strukturu (nahloučení několika různých biotopů, typické např. pro vegetaci skalních měst). Pokud druhové složení přítomných rostlin neumožňuje přiřazení k žádnému přírodnímu biotopu, obvykle se segment klasifikuje vhodným nepřírodním biotopem. 

## Aktualizace vrstvy mapování biotopů
Aktualizace vrstvy mapování biotopů (VMB) je dvanáctiletý cyklus údržby celoplošné informace o výskytu a stavu přírodních biotopů na území ČR, který navazuje na mapování biotopů z let 2000–2005. Konkrétní náplň aktualizace je do značné míry určována požadavky § 11 směrnice o stanovištích (č. 92/43/EHS) na sledování habitatů (typů přírodních stanovišť) a navazujícími dokumenty Výboru pro stanoviště (Habitats Committee). 
V prvním mapování se pro každý segment přírodního biotopu zaznamenávaly dvě kvalitativní charakteristiky – reprezentativnost a zachovalost. Pro aktualizaci byla zpřesněna a rozšířena metodika a mezi parametry sledované při aktualizaci patří především reprezentativnost, struktura stromového a keřového patra, mrtvé dřevo, degradace, management, typické druhy (včetně seznamu přítomných typických a ochranářsky významných druhů, tyto soupisy se následně importují do Nálezové databáze ochrany přírody), struktura a funkce a také regionální hodnocení. Typické druhy jsou takové, které se v daném biotopu zpravidla vyskytují častěji než v jiných biotopech, takže umožňují určit, o který biotop se jedná. Sjednocující charakteristikou sledovaných parametrů je hodnocení stavu struktury a funkcí (na stupnici příznivé – méně příznivé – nepříznivé).
Aktualizace se provádí na celém území státu, tj. nejen ve zvláště chráněných územích, evropsky významných lokalitách, ptačích oblastech a přírodních parcích, ale i mimo ně (v tzv. volné krajině). Ověřuje se výskyt a stav biotopů podle první vrstvy mapování biotopů, a dále se zakreslují jejich nové výskyty. Mapuje se po tzv. mapovacích okrscích, každý okrsek je vymezen pevnými liniemi v krajině, přičemž jeden okrsek má cca 1500–3000 ha. V ČR je celkově zhruba 3500 mapovacích okrsků. Aktualizace VMB probíhá v terénu dle Metodiky aktualizace vrstvy mapování biotopů (Lustyk P., Guth J., 2016, AOPK ČR Praha). Hlavní pomocnou literaturou je Katalog biotopů (Chytrý M. et al., 2010, AOPK ČR Praha) a Příručka hodnocení biotopů (Kolektiv autorů, 2016, AOPK ČR Praha). Data jsou zapisována v digitální podobě pomocí online aplikace WANAS, která se skládá ze dvou částí, tabelární a prostorové. Složitější prostorové úpravy lze také zpracovávat standardními nástroji GIS.

## Poskytování dat
Ve zjednodušené podobě je vrstva mapování biotopů, a její aktualizace, přístupná veřejnosti na mapovém serveru AOPK ČR. Tímto způsobem nelze data exportovat ani analyzovat a slouží tak pouze k prvotní orientaci. Úplná data ve formátu shape file si je možné stáhnout z výdejní aplikace AOPK ČR. Data z původní i z aktualizované vrstvy mapování biotopů jsou využívaná zejména pracovníky veřejné správy, řadou komerčních subjektů a v neposlední řadě studenty vysokých škol při tvorbě diplomových prací. 